# Laraki (automerk)
Laraki is een Marokkaanse autofabrikant van luxe sportauto's. De eigenaar is Mohamed Laraki, zoon van oprichter Abdessalem Laraki, een Marokkaanse ontwerper die ook luxe jachten ontwerpt.
Laraki beschikt over vier typen sportauto’s: de Borac, de Fulgara, de Epitome en de Sahara.

## Model
- Laraki Fulgura
- Laraki Borac
- Laraki Epitome
- Laraki Sahara